# مذبحة تيتانيك إكسبريس
كانت مذبحة تيتانيك إكسبريس  حدثًا وقع في 28 ديسمبر 2000، حيث قُتل 21 شخصًا في هجوم على حافلة تيتانيك إكسبريس، بالقرب من بوجومبورا (عاصمة بوروندي آنذاك).
سلب الركاب، الذين سافروا من كيغالي في رواندا، من ممتلكاتهم الثمينة ثم تم فصلهم حسب العرق. تم إطلاق سراح الهوتو ومعظم الكونغوليين سالمين. أُجبرت عائلة التوتسي التي كانت على متن الحافلة، وامرأة بريطانية، تدعى شارلوت ويلسون، كانت تسافر مع خطيبها البوروندي، على الاستلقاء على الأرض ثم إطلاق النار عليهم. وبحسب التقارير الإخبارية، فقد طُلب من أحد ركاب الهوتو «إخبار الجيش بأننا سنقتلهم جميعًا وليس هناك ما يمكنك فعله».
ووقع الهجوم في مقاطعة بوجومبورا الريفية، معقل جماعة الهوتو المتطرفة قوات التحرير الوطنية. المجموعة معروفة بعدائها لجماعة التوتسي العرقية، ويعتقد أنها نفذت عشرات الهجمات المماثلة في نفس المنطقة. وعلى الرغم من أن قوات التحرير الوطنية نفت مسؤوليتها عن هجوم «تيتانيك إكسبريس»، فإن السلطات البوروندية وعدد من جماعات حقوق الإنسان قد ألقى باللوم عليها علانية في المذبحة.
في مايو / أيار 2001، عزت مجموعة الأزمات الدولية هجوم تيتانيك إكسبريس إلى «قوات بأمر. . . أجاثون رواسا». في يناير 2004، أعلنت صحيفة صنداي تايمز اكتشاف وثيقة يبدو أنها تقرير لقوات التحرير الوطنية، موقعة من قبل قائد كبير، توضح بالتفصيل كيفية تنفيذ مذبحة تيتانيك إكسبريس. في يونيو 2006، نُشرت روايات شهود عيان مفصلة عن الهجوم في كتاب تيتانيك إكسبريس: العثور على إجابات في أعقاب الإرهاب، بقلم ريتشارد ويلسون، شقيق شارلوت ويلسون.

## روابط خارجية
- الغارديان - «جرائم القتل في بوروندي» جرائم الحرب «تقول أسرة عامل الإغاثة القتلى» 2 يناير 2001
- عالمي - «بين الأمل والخوف» مارس 2001[وصلة مكسورة][ رابط ميت دائم ][ رابط ميت دائم ]
- في بوروندي - "TITANIC TROIS ANS DEJA"، 28 كانون الأول / ديسمبر 2003